# Lesering
Ein Lesering ist eine Gemeinschaft von Lesern, die Bücher oder Zeitschriften untereinander austauscht, gemeinsam beschafft oder ausleiht. 

## Beispiele
Die Geschäftsidee des 1950 gegründeten Bertelsmann Leserings war, eine Gemeinschaft von Abonnenten mit Büchern zu beliefern, die aus einem Katalog ausgesucht und ohne Zwischenhandel per Post an den Kunden geschickt wurden.
Als Mitglied eines gewerbsmäßig betriebenen Lesezirkels erhalten Abonnenten regelmäßig einen Satz der neuesten oder – bei geringeren Kosten – auch älterer Zeitschriften nach Hause geliefert.
Eine neuere Variante ist das Bookcrossing, bei dem Bücher weitergegeben werden. Der Weg des Buches kann über eine Datenbank verfolgt werden, die über eine Webseite erreichbar ist. Jeder Leser kann dort seine Kommentare hinterlassen.